# Гексен-1
Гексен-1 (1-Hexene (hex-1-ene))  — органическое соединение, которое относится к α-олефину. Он может быть использован в качестве реагента в металлическом катализаторе в условиях этилена проводит реакцию тримеризации системы.

## Применение
Гексен-1 используется для производства полиэтилена средней и низкой плотности в качестве мономера для процессов газофазной, суспензионной и растворной сополимеризации с этиленом, а также в качестве компонента в составе композиций углеводородных фракций различного назначения.

## Опасность
Гексен-1 считается опасным, поскольку в жидком и парообразном состоянии он легко воспламеняется и может быть смертельным при проглатывании и попадании в дыхательные пути.
Широкое использование гексена-1 может привести к его выбросу в окружающую среду через различные потоки отходов. Вещество токсично для организмов живущих в воде.